# L'Hôtellerie
L'Hôtellerie és un municipi francès situat al departament de Calvados i a la regió de Normandia. L'any 2007 tenia 297 habitants.

## Demografia

### Població
El 2007 la població de fet de L'Hôtellerie era de 297 persones. Hi havia 103 famílies de les quals 30 eren unipersonals (17 homes vivint sols i 13 dones vivint soles), 34 parelles sense fills i 39 parelles amb fills.
La població ha evolucionat segons el següent gràfic:
Habitants censats

### Habitatges
El 2007 hi havia 123 habitatges, 111 eren l'habitatge principal de la família, 7 eren segones residències i 4 estaven desocupats. 108 eren cases i 14 eren apartaments. Dels 111 habitatges principals, 76 estaven ocupats pels seus propietaris, 31 estaven llogats i ocupats pels llogaters i 4 estaven cedits a títol gratuït; 6 tenien dues cambres, 21 en tenien tres, 49 en tenien quatre i 34 en tenien cinc o més. 103 habitatges disposaven pel capbaix d'una plaça de pàrquing. A 61 habitatges hi havia un automòbil i a 43 n'hi havia dos o més.

### Piràmide de població
La piràmide de població per edats i sexe el 2009 era:
| Homes | Edats   | Dones |
| ----- | ------- | ----- |
| 0     | 95 o +  | 0     |
| 0     | 90 a 94 | 4     |
| 0     | 85 a 89 | 0     |
| 0     | 80 a 84 | 0     |
| 8     | 75 a 79 | 4     |
| 0     | 70 a 74 | 0     |
| 12    | 65 a 69 | 4     |
| 0     | 60 a 64 | 12    |
| 8     | 55 a 59 | 0     |
| 12    | 50 a 54 | 4     |
| 12    | 45 a 49 | 12    |
| 8     | 40 a 44 | 4     |
| 0     | 35 a 39 | 4     |
| 4     | 30 a 34 | 4     |
| 8     | 25 a 29 | 4     |
| 4     | 20 a 24 | 0     |
| 4     | 15 a 19 | 8     |
| 4     | 10 a 14 | 16    |
| 12    | 5 a 9   | 8     |
| 0     | 0 a 4   | 0     |

## Economia
El 2007 la població en edat de treballar era de 186 persones, 134 eren actives i 52 eren inactives. De les 134 persones actives 125 estaven ocupades (76 homes i 49 dones) i 9 estaven aturades (9 homes). De les 52 persones inactives 11 estaven jubilades, 14 estaven estudiant i 27 estaven classificades com a «altres inactius».

### Ingressos
El 2009 a L'Hôtellerie hi havia 105 unitats fiscals que integraven 281,5 persones, la mediana anual d'ingressos fiscals per persona era de 15.309 €.

### Activitats econòmiques
Dels 23 establiments que hi havia el 2007, 1 era d'una empresa de fabricació de material elèctric, 5 d'empreses de construcció, 6 d'empreses de comerç i reparació d'automòbils, 2 d'empreses d'hostatgeria i restauració, 1 d'una empresa financera, 2 d'empreses immobiliàries, 5 d'empreses de serveis i 1 d'una empresa classificada com a «altres activitats de serveis».
Dels 6 establiments de servei als particulars que hi havia el 2009, 2 eren paletes, 1 guixaire pintor, 1 empresa de construcció i 2 restaurants.
Dels 2 establiments comercials que hi havia el 2009, 1 era una gran superfície de material de bricolatge i 1 una joieria.
L'any 2000 a L'Hôtellerie hi havia 8 explotacions agrícoles que ocupaven un total de 240 hectàrees.

## Poblacions més properes
El següent diagrama mostra les poblacions més properes.